# جورج فورست (ملحن)
جورج فورست (بالإنجليزية: George Forrest)‏ هو كاتب أغاني وملحن وموسيقي وعازف بيانو أمريكي، ولد في 31 يوليو 1915 في بروكلين في الولايات المتحدة، وتوفي في 10 أكتوبر 1999 في ميامي في الولايات المتحدة.

## وصلات خارجية
- جورج فورست على موقع IMDb (الإنجليزية)
- جورج فورست على موقع ميوزك برينز (الإنجليزية)
- جورج فورست على موقع أول موفي (الإنجليزية)
- جورج فورست على موقع قاعدة بيانات برودواي على الإنترنت (الإنجليزية)
- جورج فورست على موقع إن إن دي بي (الإنجليزية)
- جورج فورست على موقع أول ميوزيك (الإنجليزية)
- جورج فورست على موقع ديسكوغز (الإنجليزية)
- جورج فورست على موقع قاعدة بيانات الفيلم (الإنجليزية)